# François-Xavier Fumu Tamuzo
François-Xavier Fumu Tamuzo, né le 3 avril 1995 à Paris, est un footballeur français. Il joue au poste d'ailier droit ou de milieu axial au Stade lavallois.

## Carrière

### En club

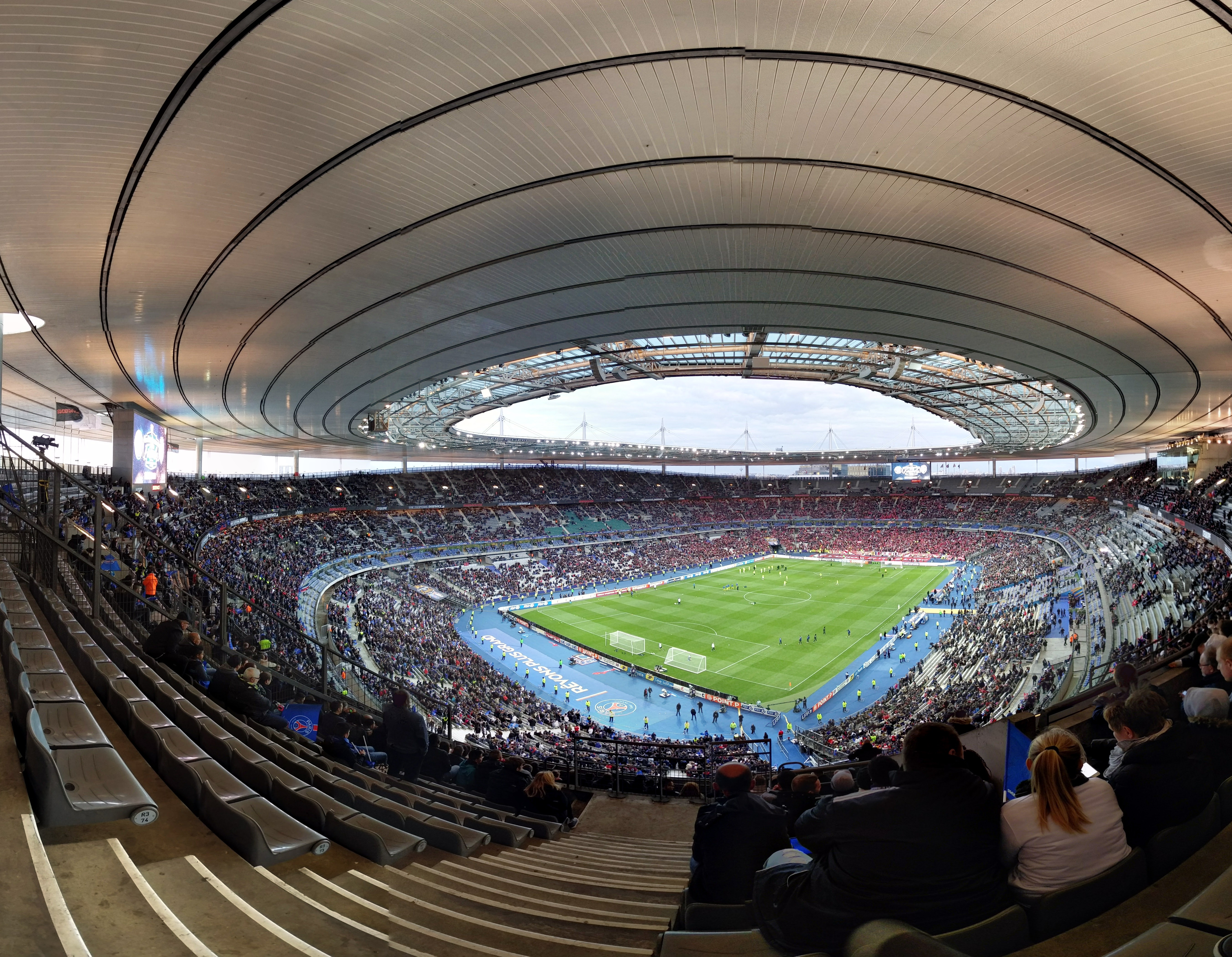
Vainqueur de la Coupe Gambardella au Stade de France, Fumu Tamuzo est selon L'Équipe le meilleur joueur de la finale.

François-Xavier Fumu Tamuzo est formé à l'AJ Auxerre. En juin 2013, il permet à son équipe de décrocher la troisième place du championnat de France U19, en ouvrant le score face au PSG de Mike Maignan. En mai 2014 il remporte la Coupe Gambardella, s'illustrant par un but en finale au Stade de France,. Considéré de nombreux observateurs comme l'homme du match, il est depuis quelques mois convoité par Fulham, Watford et Aston Villa. Dans la foulée il est intégré à l'équipe première, fait ses débuts en Ligue 2, et signe son premier contrat professionnel. Cadre de l'équipe réserve, il remporte le titre de champion de CFA2 en 2015 et est élu dans l'équipe type de la saison par les entraîneurs du groupe E. Ailier droit doté d'une belle pointe de vitesse, qualifié à ses débuts d'« excellent dribbleur » par le quotidien L'Équipe, il joue cinq saisons en Ligue 2 avec l'AJA.
Le 28 juin 2018, après dix ans dans son club formateur, il est prêté pour une saison à l'US Quevilly-Rouen en National afin de gagner du temps de jeu,. Membre essentiel de l'équipe pendant la première partie de saison. Il quitte définitivement l'AJ Auxerre en 2019 pour s'engager avec l'AS Béziers, relégué de Ligue 2. Au sortir d'une saison pénible qui verra le club relégué en National 2 à la suite de l'arrêt des compétitions causé par la crise du Covid-19, il s'engage avec Marítimo (15e de D1 portugaise), pour trois saisons.
En 2021, il quitte libre l'île de Madère et signe un contrat de deux ans au Stade Lavallois. Repositionné dans l'axe du milieu de terrain, il  voit sa saison stoppée en mars après une rupture du tendon d'Achille à l'entraînement. Opéré avec succès, il est arrêté six à huit mois. Il remporte toutefois le titre de champion de France de National et est conservé par le Stade lavallois pour la saison suivante en Ligue 2. En juin 2022 il effectue un séjour de rééducation à Capbreton. Il est de retour à l'entraînement en novembre. Il prend sa retraite en avril 2024, contraint par des blessures à répétition. À la suite de cela, il porte plainte contre le laboratoire Pfizer et BioNTech ainsi que la Fédération Française de Football (FFF) qu'il estime responsable de ses problèmes médicaux à la suite de sa vaccination contre la Covid-19.
Il devient le premier sportif mondial a assigner un groupe pharmaceutique, depuis la pandémie du covid. 

### En sélection
Né en France de parents originaires de la République Démocratique du Congo, Fumu-Tamuzo est éligible pour représenter les deux sélections.
En août 2013, il est convoqué par Philippe Bergerôo pour un stage de pré-saison à Clairefontaine avec l'équipe de France des moins de 19 ans.
Il dispute deux matchs amicaux avec l'équipe de France des moins de 20 ans contre la Tchéquie en octobre 2014.

## Statistiques
| Saison                | Club                     | Championnat           | Championnat | Championnat | Coupe nationale | Coupe nationale | Coupe de la Ligue | Coupe de la Ligue | Total | Total |
| Saison                | Club                     | Division              | M.          | B.          | M.              | B.              | M.                | B.                | M.    | B.    |
| 2013-2014             | AJ Auxerre               | Ligue 2               | 1           | 0           | -               | -               | -                 | -                 | 1     | 0     |
| 2014-2015             | AJ Auxerre               | Ligue 2               | 8           | 0           | -               | -               | 2                 | 0                 | 10    | 0     |
| 2015-2016             | AJ Auxerre               | Ligue 2               | 7           | 0           | 1               | 0               | 1                 | 0                 | 9     | 0     |
| 2016-2017             | AJ Auxerre               | Ligue 2               | 16          | 1           | 5               | 0               | 1                 | 0                 | 22    | 1     |
| 2017-2018             | AJ Auxerre               | Ligue 2               | 15          | 2           | 2               | 0               | -                 | -                 | 17    | 2     |
| Sous-total            | Sous-total               | Sous-total            | 47          | 3           | 8               | 0               | 4                 | 0                 | 59    | 3     |
| 2018-2019             | US Quevilly-Rouen (prêt) | National              | 31          | 4           | 2               | 0               | 1                 | 0                 | 34    | 4     |
| Sous-total            | Sous-total               | Sous-total            | 31          | 4           | 2               | 0               | 1                 | 0                 | 34    | 4     |
| 2019-2020             | AS Béziers               | National              | 21          | 1           | -               | -               | 1                 | 0                 | 22    | 1     |
| Sous-total            | Sous-total               | Sous-total            | 21          | 1           | -               | -               | 1                 | 0                 | 22    | 1     |
| 2020-2021             | CS Marítimo              | Primeira Liga         | 12          | 0           | 1               | 0               | -                 | -                 | 13    | 0     |
| Sous-total            | Sous-total               | Sous-total            | 12          | 0           | 1               | 0               | -                 | -                 | 13    | 0     |
| 2021-2022             | Stade lavallois          | National              | 12          | 0           | 1               | 0               | -                 | -                 | 13    | 0     |
| Sous-total            | Sous-total               | Sous-total            | 12          | 0           | 1               | 0               | -                 | -                 | 13    | 0     |
| Total sur la carrière | Total sur la carrière    | Total sur la carrière | 123         | 8           | 12              | 0               | 6                 | 0                 | 141   | 8     |

## Palmarès
- Champion de France de National en 2022 avec le Stade lavallois
- Vainqueur de la Coupe Gambardella en 2014 avec l'AJ Auxerre[9].
- Champion de CFA 2 en 2015 avec l'équipe réserve de l'AJ Auxerre.